# Bigesch m/1858

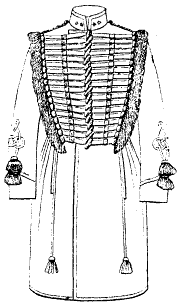
Bigesch m/1858

Bigesch m/1858 var en bigesch som användes inom försvarsmakten (dåvarande krigsmakten).

## Utseende
Denna bigesch är tillverkad i mörkblått kläde (mellanblått vid Livgardet till häst (K1) med band, träknappar och tofsar i samma färg som övriga bigeschen. Ståndkragen är av öppen snedskuren typ som igenhäktas nedtill.

## Användning
Bigesch m/1858 användes av kavalleriets officerare och underofficerare istället för syrtut m/1829-1854 och fick användas som alternativ till dolma vid daglig dräkt. Den återinfördes 1994 efter att tidigare varit avförd ur uniformsreglementet. Bigeschen är än idag (med vissa begränsningar) godkänd persedel till stor- och liten paraddräkt samt daglig dräkt vid Livgardets Livbataljon.

### Tryckta referenser
- Svenska arméns uniformer 1875-2000, Simon Olsson, Medströms förlag, Fälth & Hässler Värnamo 2011 ISBN  978-91-7329-103-3